# Manfila Kanté
Kanté Manfila, eigentlich Manfila Kanté (* 1946 in Farabanah, Kankan, Guinea; † 20. Juli 2011 in Paris) war ein guineischer Gitarrist, Sänger, Arrangeur und Songwriter, der Leiter der Band Les Ambassadeurs war.

## Leben und Wirken
Manfila war der erste Sohn in einer Familie mit 26 Kindern. Mit acht Jahren spielte er Balafon, ein hölzernes Xylophon, bevor er auf der Gitarre seines Cousins zu spielen begann. Mit 14 Jahren verließ er die Schule in Kankan und kam zu einem Onkel in Abidjan, von dem er die traditionellen Stücke auf dem Balafon und der Gitarre lernte; er begann auf beiden Instrumenten auf Hochzeiten und anderen Festen zu spielen. Ein Förderer bezahlte ihm Musikunterricht. Er wurde dann Gitarrist in den Bands Independence Jazz und Rhythm de la Bia. 1966 legte er als Kanté Manfila et Son Orchestre seine erste Single Horoya  vor. Nach sechs weiteren Singles zog er nach Mopti in Mali. Im April 1970 wollte er nach Kankan zurückkehren, nachdem sein Vater gestorben war; auf der Strecke in Bamako erfuhr er, dass ihm in seiner Heimat Guinea Verhaftung drohe. Manfila blieb in Bamako, wo er kurz zur Rail Band gehörte, bevor er 1972 Gitarrist bei den seit 1969 bestehenden Les Ambassadeurs du Motel und schon bald der Leiter des Orchesters wurde.
Bei Les Ambassadeurs spielten unter anderen Salif Keïta und Mory Kanté. In den folgenden Jahren schrieb er auch Songs zusammen mit Keïta. 1975 erschien die erste Single von Kante Manfila et les Ambassadeurs; im folgenden Jahr die LP Les Ambassadeurs du Motel.  1978 zog er mit einem Großteil der Bandmitglieder nach Abidjan, um dort als Les Ambassadeurs Internationaux aufzutreten. Dort hatten sie einen Hit mit dem Keïta/Manfila-Song Mandjou zu Ehren des damaligen Präsidenten Sékou Touré. Der wohl bekannteste Song der Band war Primprin, aufgenommen 1980 bei einer USA-Tournee. Daneben legte Manfila mit Keïta weitere Aufnahmen vor.
Nach der Rückkehr gingen Keita und Manfila verschiedene Wege; Keita zog 1982 nach Paris und Manfila folgte ihm 1985. Zunächst wenig erfolgreich versuchte er dort eine Solokarriere; schließlich entstand 1987 das Album Musicale Mandingue, das stark durch synthetischen Afropop geprägt ist. Am erfolgreichsten war sein nächstes akustisches Album Tradition (1988), bevor er für Diniya (1990) zur elektrisch verstärkten Gitarre zurückkehrt. In Guinea nahm er das Album Kankan Blues (PAM, 1987) auf, mit dem er stilistisch zur Griotmusik seiner Jugendjahre zurückkehrte („guitarre seche – dry guitar“). Mit Günter Gretz, der diese Aufnahme später veröffentlichte, produzierte er außerdem in Paris das Album  N'na Niwale (1994) und in Guinea Back to Faranbah (1998). Im Jahr 1991 kam es erneut zur Zusammenarbeit mit Salif Keïta, als er Gitarrist und Arrangeur bei dessen Album Amen war. 2005 zog er nach Conakry, musste aber bald zu ärztlichen Untersuchungen nach Paris zurückkehren. Er starb nach langer Krankheit im Juli 2011 in Paris.
Kanté Manfila gilt als begabter Arrangeur und Songwriter, der als Gitarrist europäische Spielweisen mit Techniken der traditionellen westafrikanischen Saiteninstrumente verband.